# Уолтерс, Макс
Стю́арт Макс Уо́лтерс (англ. Stuart Max Walters; 1920—2005) — британский ботаник.

## Биография
Родился 23 мая 1920 года в городке Утибридж близ Шеффилда в графстве Саут-Йоркшир. В 1938 году поступил в Сент-Джонс колледж. С 1940 по 1945 год Уолтерс работал в военных госпиталях — сначала в Шеффилде, затем в Бристоле.
В школе Уолтерс выучил латинский, французский и немецкий языки, в Кембридже — шведский, затем — русский. В 1947 году Уолтерс работал в Уппсале. С 1948 года Уолтерс был женат на подруге детства Лорне Стратт.
С 1949 года Макс Уолтерс работал куратором гербария Кембриджского университета. В том же году он получил степень доктора философии за монографию рода Болотница. В 1975 году он получил степень доктора наук. В 1984 году Уолтерс был удостоен Медали почёта Виктории Королевского садоводческого общества, в 1995 году — Медали Линнея.
С 1962 года Уолтерс преподавал в Кембридже, читал курсы лекций по систематике. Регулярно он возил студентов в экспедиции, в основном, за границу — в Швецию (1950), Португалию (1951), Шотландию (1953), Австрию (1954), Уэльс (1955), Ирландию (1959), Баварию (1961), Словакию (1963), Францию (1965), Словению (1967), Майорку (1969, 1973), Черногорию (1971).
В 1973 году Макс Уолтерс стал директором Ботанического сада Кембриджского университета.
11 декабря 2005 года Стюарт Макс Уолтерс скончался.
Наибольшее внимание Уолтерс уделял родам Манжетка, Невзрачница, Монтия, Смолёвка, Берёза, Фиалка. Он принимал активное участие в написании монографии флоры Европы Flora Europaea, провёл обработку 19 родов, был редактором обработок 23 семейств. В соавторстве с Богумилом Павловским Уолтерс обработал 50 видов рода Манжетка для «Флоры Турции».

## Некоторые научные работы
- Gilmour, J.; Walters, M. Wild flowers. — London, 1954. — 242 p.
- Perring, F.H.; Walters, S.M. Atlas of the British flora. — New York, 1962. — 432 p.
- Briggs, D.; Walters, S.M. Plant variation and evolution. — New York, 1984. — 412 p.
- Walters, S.M. Wild and garden plants. — London, 1993. — 200 p.
- White, J.; White, J.; Walters, S.M. Trees. — Oxford, 2005. — 431 p.

## Растения, названные в честь М. Уолтерса
- Alchemilla waltersii K.M.Purohit & Panigrahi, 1991